# 30267 Raghuvanshi
30267 Raghuvanshi è un asteroide della fascia principale. Scoperto nel 2000, presenta un'orbita caratterizzata da un semiasse maggiore pari a 2,6167748 UA e da un'eccentricità di 0,0496291, inclinata di 0,42897° rispetto all'eclittica.